# Pracownicy uczelni w Polsce
Pracownicy uczelni w Polsce – zgodnie z ustawą z dnia 20 lipca 2018 r. – Prawo o szkolnictwie wyższym i nauce (Dz.U. z 2018 r. poz. 1668), pracownicy uczelni zatrudniani są jako nauczyciele akademiccy lub jako pracownicy niebędący nauczycielami akademickimi.

## Nauczyciele akademiccy
Nauczyciel akademicki – nauczyciel pracujący na uczelni. Nauczyciele akademiccy na podstawie Prawa o szkolnictwie wyższym i nauce są zatrudniani jako:
- pracownicy badawczo-dydaktyczni,
- pracownicy dydaktyczni,
- pracownik badawczy.

Według Prawa o szkolnictwie wyższym i nauce wyróżniano także dyplomowanych bibliotekarzy oraz dyplomowanych pracowników dokumentacji i informacji naukowej.

### Pracownicy badawczo-dydaktyczni i badawczy
Pracownicy badawczo-dydaktyczni całość swojego czasu pracy poświęcają w częściach zadaniom dydaktycznym (60%), zadaniom badawczym (30%) i zadaniom organizacyjnym (10%). 
Pracownicy badawczy całość czasu pracy poświęcają zadaniom badawczym (90%) oraz zadaniom organizacyjnym (10%). 
Pracownicy badawczo-dydaktyczni i badawczy mogą być zatrudniani na następujących stanowiskach (statut uczelni może przewidywać też inne stanowiska):
- profesor,
- profesor uczelniany,
- adiunkt,
- asystent.

Uwagi: 
- profesor zwyczajny i profesor nadzwyczajny (obecnie profesor uczelni) to dawne stanowiska. Nie należało ich mylić z tytułem naukowym profesora.
- prawo o szkolnictwie wyższym wyróżniało także stanowisko profesora wizytującego.

#### Obowiązki nauczycieli akademickich
Zgodnie z Prawem o szkolnictwie wyższym i nauce pracownicy badawczo-dydaktyczni są zobowiązani:
- kształcić i wychowywać studentów
- prowadzić badania naukowe
- uczestniczyć w kształceniu doktorantów.

Z kolei pracownicy badawczy polskich uczelni zgodnie z przepisami prawa są zobowiązani:
- prowadzić badania naukowe
- uczestniczyć w kształceniu doktorantów.

### Pracownicy dydaktyczni
Podstawowymi zadaniami pracowników dydaktycznych są zadania dydaktyczne realizowane w ramach zajęć ze studentami i uczestnikami szkół doktorskich oraz związanymi z tym sprawami organizacyjnymi. Pracownicy dydaktyczni winni prowadzić działalność badawczą w zakresie koniecznym do podnoszenia jakości nauczania. 
Pracownicy dydaktyczni mogą być zatrudniani na następujących stanowiskach:
- profesora
- profesora uczelni
- adiunkta
- asystenta

Statut uczelni może przewidywać zatrudnianie na stanowiskach:
- lektor
- instruktor.

Osoba zatrudniona przed dniem wejścia w życie ustawy z dnia 3 lipca 2018 r. Przepisy wprowadzające ustawę – Prawo o szkolnictwie wyższym i nauce (Dz.U. z 2018 r. poz. 1669 z późn. zm.) na stanowisku docenta:
- na podstawie mianowania na czas nieokreślony albo umowy o pracę na czas nieokreślony, pozostaje na tym stanowisku, jednak nie dłużej niż do końca roku akademickiego, w którym ukończyła 67 rok życia;
- na podstawie mianowania na czas określony albo umowy o pracę na czas określony, pozostaje na tym stanowisku do czasu upływu okresu wskazanego w akcie zatrudnienia.

Zgodnie z Prawem o szkolnictwie wyższym w uczelniach zawodowych pracownicy dydaktyczni mogli być także zatrudniani na stanowiskach:
- profesora zwyczajnego
- profesora nadzwyczajnego
- adiunkta
- asystenta.

#### Obowiązki pracowników dydaktycznych
Zgodnie z ustawą Prawo o szkolnictwie wyższym pracownicy dydaktyczni są obowiązani:
- kształcić i wychowywać studentów lub
- uczestniczyć w kształceniu doktorantów.

#### Wynagrodzenie
Wysokość minimalnych wynagrodzeń nauczyciela akademickiego określa się w stosunku do minimalnego miesięcznego wynagrodzenia zasadniczego profesora wprowadzanego rozporządzeniem ministra właściwego dla szkolnictwa wyższego. Wynagrodzenia pozostałych pracowników publicznych szkół wyższych nie są uregulowane w przepisach szczegółowych właściwych dla szkolnictwa wyższego.

### Dyplomowani bibliotekarze oraz dyplomowani pracownicy dokumentacji i informacji naukowej
Zgodnie z Prawem o szkolnictwie wyższym dyplomowani bibliotekarze oraz dyplomowani pracownicy dokumentacji i informacji naukowej byli zatrudniani na stanowiskach:
- starszego kustosza dyplomowanego, starszego dokumentalisty dyplomowanego
- kustosza dyplomowanego, dokumentalisty dyplomowanego
- adiunkta bibliotecznego, adiunkta dokumentacji i informacji naukowej
- asystenta bibliotecznego, asystenta dokumentacji i informacji naukowej.

Warunki, jakie powinni byli spełniać kandydaci na wspominane wyżej stanowiska, określało rozporządzenie Ministra Nauki i Szkolnictwa Wyższego z dnia 21 sierpnia 2006 r. w sprawie kandydatów na dyplomowanego bibliotekarza oraz dyplomowanego pracownika dokumentacji i informacji naukowej (Dz.U. z 2006 r. nr 155, poz. 1112).

### Podnoszenie kwalifikacji zawodowych i naukowych nauczycieli akademickich
Nauczyciele akademiccy zobowiązani są ustawą do ustawicznego kształcenia i podnoszenia swoich kwalifikacji. W poniższej tabeli zaprezentowano ścieżkę kariery naukowej.

Ścieżki kariery naukowej w Polsce przed 2019 r. Legenda: strzałki niebieskie – ścieżka awansu; strzałki czerwone – przejście na stanowisko dydaktyczne w wypadku niespełnienia ustawowych wymagań w odpowiednim czasie

Poniższa tabela przedstawia rozróżnienie pomiędzy tytułami, stopniami naukowymi i tytułami zawodowymi.
| Nazwa polska (skrót)                        | Stopień / Tytuł | Wymagania uzyskania                                                | Jednostka nadająca | Angielski odpowiednik                |
| ------------------------------------------- | --------------- | ------------------------------------------------------------------ | --- | ------------------------------------ |
| licencjat (lic.) inżynier (inż.)            | tytuł zawodowy  | Studia I stopnia                                                   | uczelnia posiadająca odpowiednie uprawnienia | B.A. / B.Sc. (lub równorzędny)       |
| magister (mgr) magister inżynier (mgr inż.) | tytuł zawodowy  | Studia II stopnia                                                  | uczelnia posiadająca odpowiednie uprawnienia | M.A. / M.Sc. (lub równorzędny)       |
| doktor (dr)                                 | stopień naukowy | przygotowanie i obrona rozprawy doktorskiej                        | uczelnia posiadająca odpowiednie uprawnienia | Ph.D.                                |
| doktor habilitowany (dr hab.)               | stopień naukowy | przygotowanie pracy habilitacyjnej oraz odpowiedni dorobek naukowy | uczelnia posiadająca odpowiednie uprawnienia | D.Sc. (Scientiæ Doctor) etc.         |
| tytuł profesora (prof.)                     | tytuł naukowy   | odpowiedni dorobek naukowy                                         | Prezydent RP po akceptacji Rady Doskonałości Naukowej (do końca 2020 r. istnieje Centralna Komisja do Spraw Stopni i Tytułów) na wniosek uczelni | professor, w USA tzw. full professor |

Stanowiska nauczycieli akademickich oraz wymagane stopnie lub tytuły związane z ich piastowaniem:
| Stopień lub tytuł                       | Stanowisko pracowników naukowo-dydaktycznych lub naukowych | Stanowisko pracowników dydaktycznych                     | Brytyjski odpowiednik       | Amerykański odpowiednik        |
| --------------------------------------- | ---------------------------------------------------------- | -------------------------------------------------------- | --------------------------- | ------------------------------ |
| (1) licencjat (2) inżynier (3) magister | (3) asystent                                               | (1) lektor (2) instruktor (3) wykładowca                 | teaching assistant          | adjunct & lecturer             |
| doktor                                  | asystent, adiunkt lub wyjątkowo profesor uczelni           | (1) starszy wykładowca (3) starszy instruktor (dot. W-F) | lecturer                    | lecturer & assistant professor |
| doktor habilitowany                     | adiunkt lub profesor uczelni/instytutu                     | –                                                        | senior lecturer lub reader  | associate professor            |
| profesor tytularny                      | profesor                                                   | –                                                        | reader lub (full) professor | (full) professor               |

## Pracownicy niebędący nauczycielami akademickimi
Pracownicy niebędący nauczycielami akademickimi zatrudniani są jako:
- pracownicy naukowo-techniczni (zapewniają wsparcie dla pracowników naukowych i naukowo-dydaktycznych),
- pracownicy inżynieryjno-techniczni,
- pracownicy biblioteczni i pracownicy dokumentacji i informacji naukowej,
- pracownicy działalności wydawniczej i poligraficznej,
- pracownicy administracyjni (np. kierownik dziekanatu),
- pracownicy ekonomiczni,
- pracownicy obsługi (np. portier),
- pracownicy należący do personelu lotniczego, zatrudnieni w ośrodkach kształcenia lotniczego.

## Stanowiska funkcyjne
Pracownicy uczelni – abstrahując od przedstawionego powyżej podziału – mogą piastować również stanowiska funkcyjne, do których zalicza się następujące stanowiska:
- rektor oraz jego zastępcy (prorektorzy),
- dziekan oraz jego zastępcy (prodziekani),
- kanclerz (od 1 października 2005 r. również w szkołach publicznych), czyli dyrektor administracyjny,
- dyrektor jednostki organizacyjnej,
- kierownik jednostki organizacyjnej.